# Échigey
Échigey település Franciaországban, Côte-d’Or megyében. Lakosainak száma 307 fő (2022. január 1.). Échigey Longecourt-en-Plaine, Brazey-en-Plaine, Aiserey és Tart községekkel határos.

## Népesség
A település népességének változása:
| Lakosok száma | 110  | 196  | 184  | 272  | 281  | 283  | 288  | 298  | 300  | 307  |
|               | 1968 | 1982 | 1990 | 2006 | 2013 | 2015 | 2017 | 2019 | 2020 | 2022 |